# Barranco Minas Airport
Barranco Minas Airport är en flygplats i Colombia.   Den ligger i departementet Guainía, i den östra delen av landet, 500 km öster om huvudstaden Bogotá. Barranco Minas Airport ligger 133 meter över havet.
Terrängen runt Barranco Minas Airport är platt.  Trakten runt Barranco Minas Airport är nära nog obefolkad, med mindre än två invånare per kvadratkilometer. I omgivningarna runt Barranco Minas Airport växer i huvudsak städsegrön lövskog.